# Oops! Wrong Planet
Oops! Wrong Planet è un album del gruppo musicale statunitense Utopia, pubblicato dall'etichetta discografica Bearsville nel settembre 1977.
L'album è prodotto da Todd Rundgren, leader del gruppo ed unico autore di 5 brani, mentre firma 6 dei 7 rimanenti insieme ad altri componenti della band.
Dal disco viene tratto il singolo Love Is the Answer.

## Tracce

### Lato A
1. Trapped
2. Windows
3. Love in Action
4. Crazy Lady Blue
5. Back on the Street
6. The Marriage of Heaven and Hell

### Lato B
1. The Martyr
2. Abandon City
3. Gangrene
4. My Angel
5. Rape of the Young
6. Love Is the Answer